# 소니 DSLR-A450
소니 알파 DSLR-A450(영어: Sony Alpha DSLR-450)는 2010년 3월에 발표된 소니의 디지털 SLR이다. 손떨림 방지 기능과 얼굴인식, HDR, DRO등 대부분의 기능들이 A550과 같으나 LCD의 화소를 낮추고 고정식으로 변경하고 퀵 AF 라이브뷰, 스마일 셔터 기능을 삭제하여 더욱 저렴한 가격으로 출시되었다.

## 같이 보기
- 미놀타 AF 카메라 시스템